# おもちゃの兵隊の観兵式
『おもちゃの兵隊の観兵式』（おもちゃのへいたいのかんぺいしき、ドイツ語: Die Parade der Zinnsoldaten）作品123は、ドイツの作曲家レオン・イェッセルが作曲した行進曲。『おもちゃの兵隊の行進曲』『おもちゃの兵隊のマーチ』と表記される場合もある。
原題は文字通りには『錫の兵隊のパレード』だが、蝙蝠座での公演以来、英語やフランス語では『木製の兵隊のパレード』（The Parade of the Wooden Soldiers / La Parade des soldats de bois）の名前で知られている。

## 楽曲

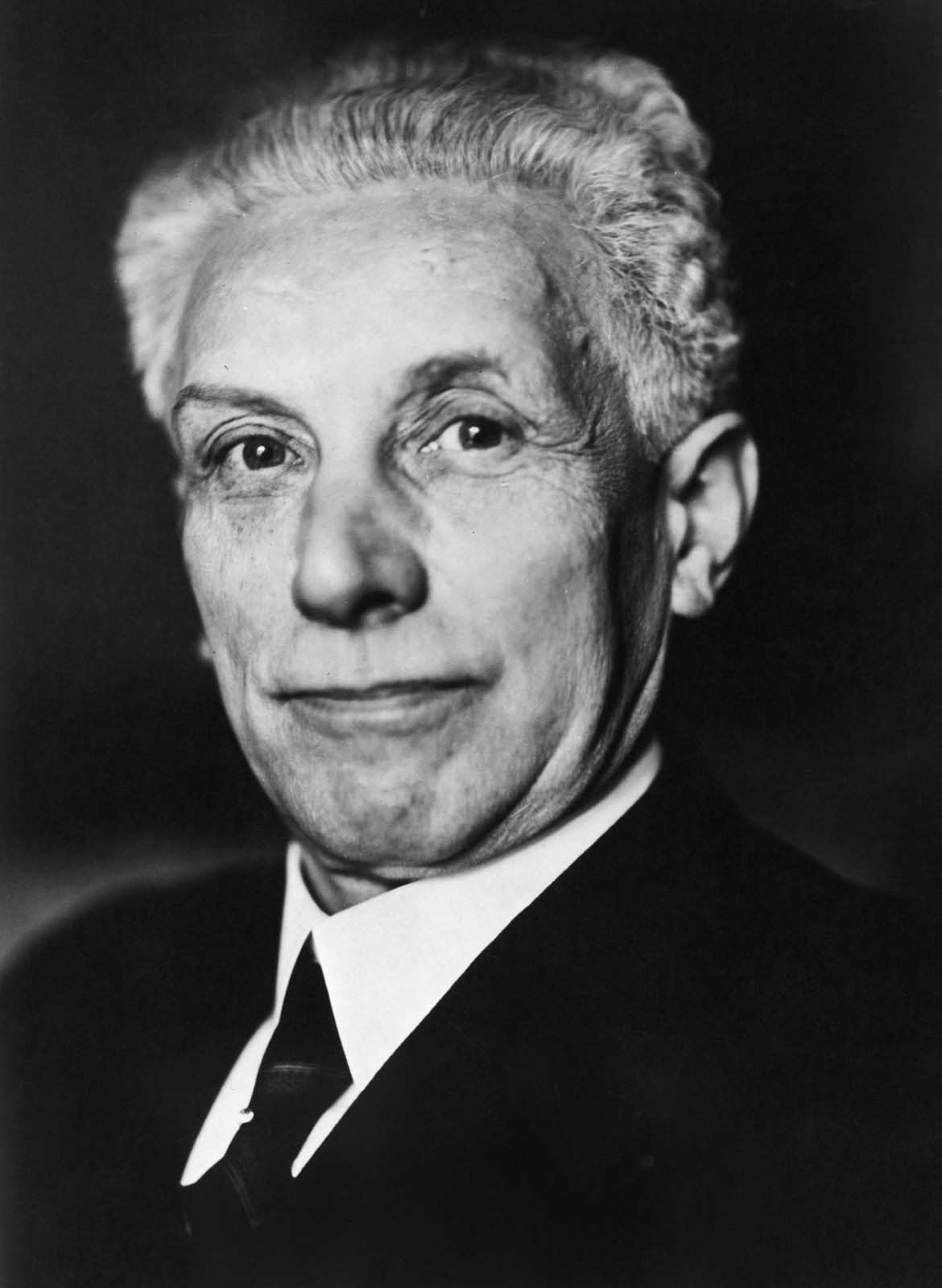
レオン・イェッセル

当初はピアノ独奏曲として1897年に作曲され、1905年に作曲者自身の手によって管弦楽用に編曲された。今日では原曲のピアノ独奏版や作曲者による管弦楽版以外にも、さまざまな編曲で演奏されている。
曲はイ長調で始まり、3連符ではじまる特徴的な主題を持つ行進曲である。ニ長調の中間部（トリオ）では新しい主題が現れ、型どおり最初の部分に戻った後、短いコーダ部分が附属する。
幼い子供の夢の世界で、きらびやかな軍服を着、ピカピカと輝く鉄砲や剣を持ち颯爽と行進しているおもちゃの兵隊、窓辺に朝の光が差し込んだとたん、兵隊たちが慌てておもちゃ箱にもぐり込んだ様子を表現している。

## 使用

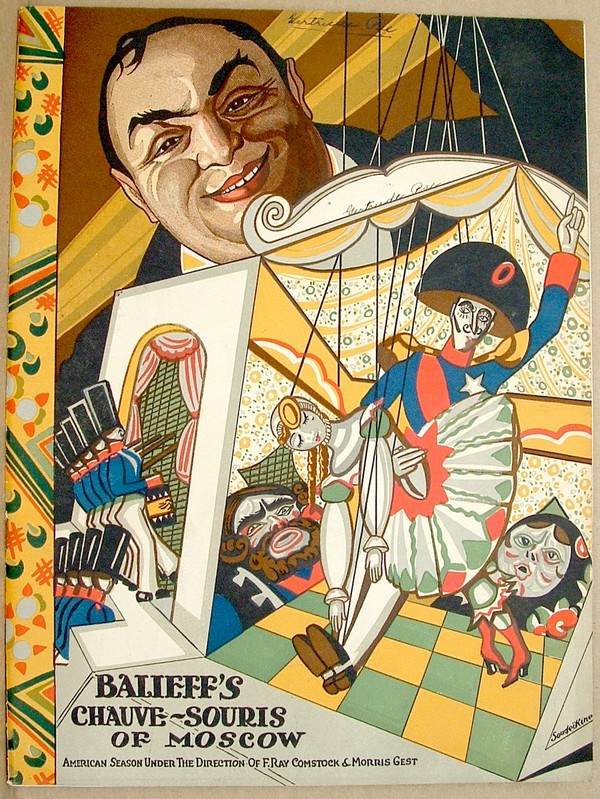
1922年の蝙蝠座アメリカ公演時のプログラム表紙

ニキータ・バリエフが主宰するモスクワのキャバレーである蝙蝠座では、1911年からこの音楽に合わせて俳優たちがおもちゃの人形をまねて行進する出し物が大評判となった。バリエフはロシア革命後に亡命して蝙蝠座を再建し、パリ、ロンドン、ニューヨークで公演して人気を集めた。蝙蝠座は1922年にニューヨークでデビューし、「おもちゃの兵隊の観兵式」は中でも最も人気のある出し物だった。バラード・マクドナルド (Ballard MacDonald) によって英語の歌詞が加えられた。
アメリカ合衆国では1933年以来、現在までロケッツの出し物としても有名である。この作品は蝙蝠座の出し物にインスピレーションを受けたものである。
ディズニーのシリー・シンフォニーシリーズの一篇である1930年の『北極の道化者』 (Arctic Antics) ではペンギンの行進の音楽として使用され、1933年のベティ・ブープの映画『オモチャのパレード』 (Parade of the Wooden Soldiers (film)) でも使用されている。
イギリスでは子供向けラジオシリーズ『トイタウン』 (Toytown) のテーマソングとして知られた。

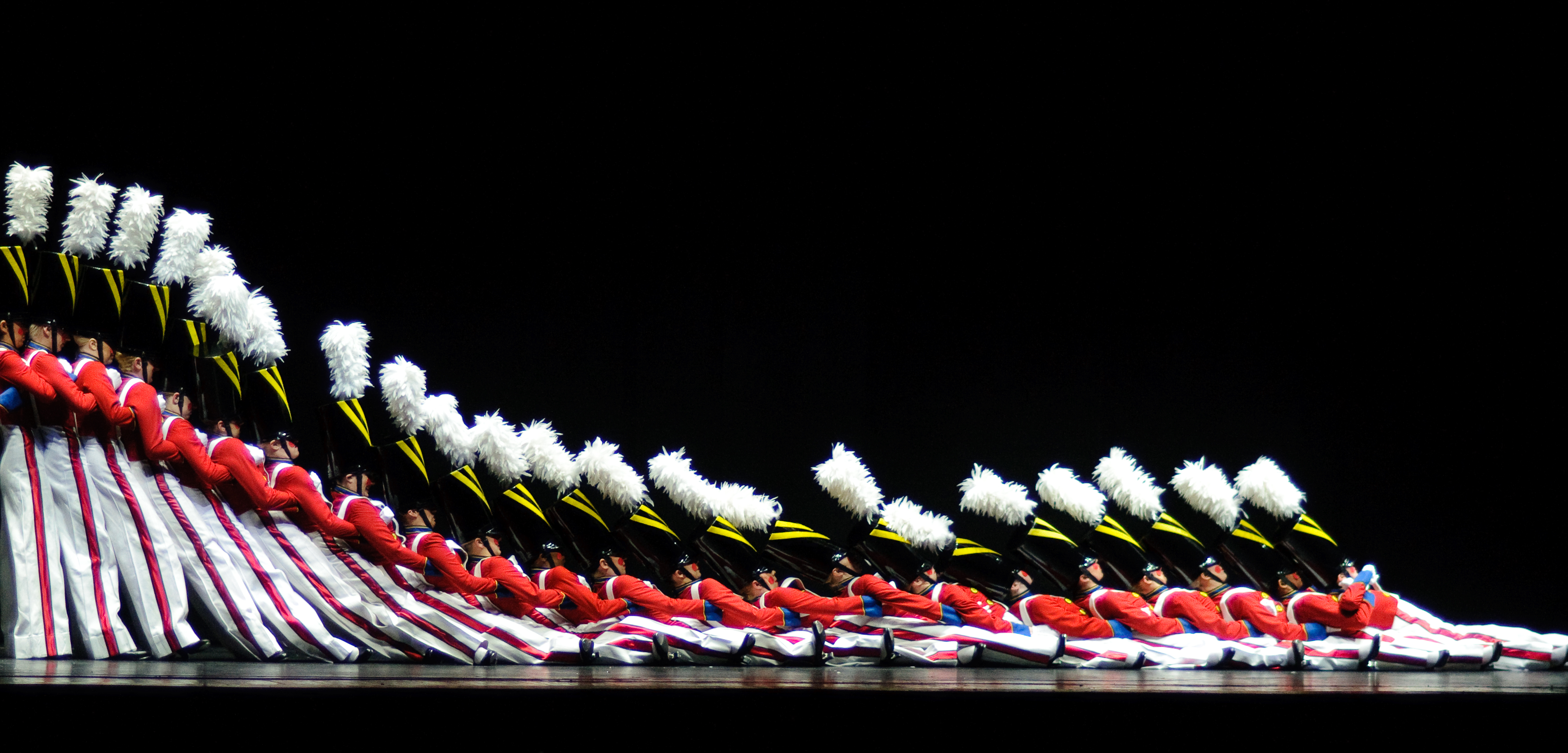
終盤

イタリアでは初のカラー実写映画である1952年の『カラーのトト』 (Toto in Color) の中で、ピノキオの人形に化けたトトが、この曲に合わせて人形のふりをして踊るシーンがある。
日本では、1958年の学習指導要領改訂以降、1998年まで『おもちゃの兵隊』の題で小学校1学年の音楽の鑑賞共通教材に採用されてきた。黒澤明監督『生きる』（1958年）の中で喫茶店のBGMとして使用されている。

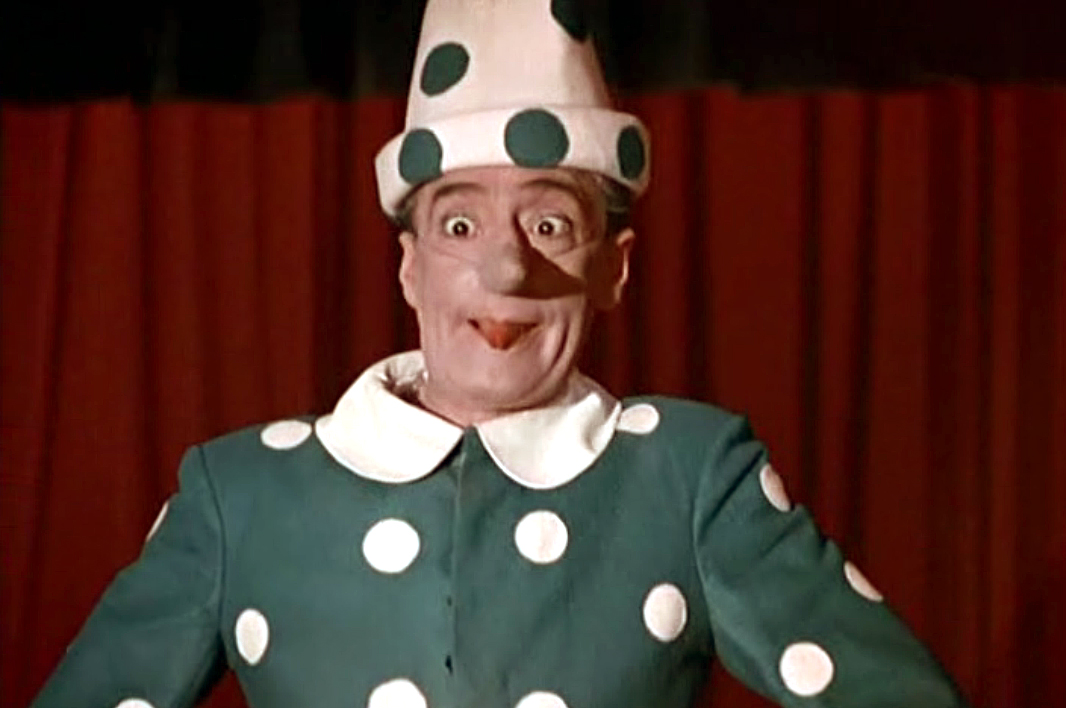
ピノキオの人形に化けたトト

また、CBCテレビと日本テレビでそれぞれ制作され、放映されている料理番組『キユーピー3分クッキング』のテーマ音楽としても知られている（オルガン奏者のケン・グリフィンの編曲によるバージョン）。日本テレビ版では早い段階からこのテーマ曲を採用していたが、中部日本放送（現・CBCテレビ）版とCBCと同じTBS系列局で1998年3月まで自社制作を行っていた北海道放送（HBC）版では「恋とはどんなものかしら」をテーマ曲として採用していたため、日本テレビ版と同じ本曲に統一されたのは1998年4月になってからであった。
また、この縁で2018年4月1日より、番組スポンサーであるキユーピーの関連施設がある京王電鉄仙川駅の列車接近メロディにも採用された。接近メロディ採用時の曲名は『おもちゃの兵隊のマーチ』である。
そのほか、フジテレビ系列のバラエティ番組『さまぁ〜ずの神ギ問』のオープニングにも使用されている。清水玲子（ピアニスト・十文字学園女子大学教授）が新たに歌詞をつけた「あそぼうパピプペポ」が存在する。